# هكتور شامبين
هكتور شامبين هو محامي وسياسي كندي، ولد في 18 فبراير 1862، وتوفي في 29 يونيو 1941 في سانت-لوران في كندا. نشط حزبياً في حزب كيبيك الليبرالي. وقد انتخب عضو الجمعية الوطنية في كيبك ‏.